# Hirschsprunggraben

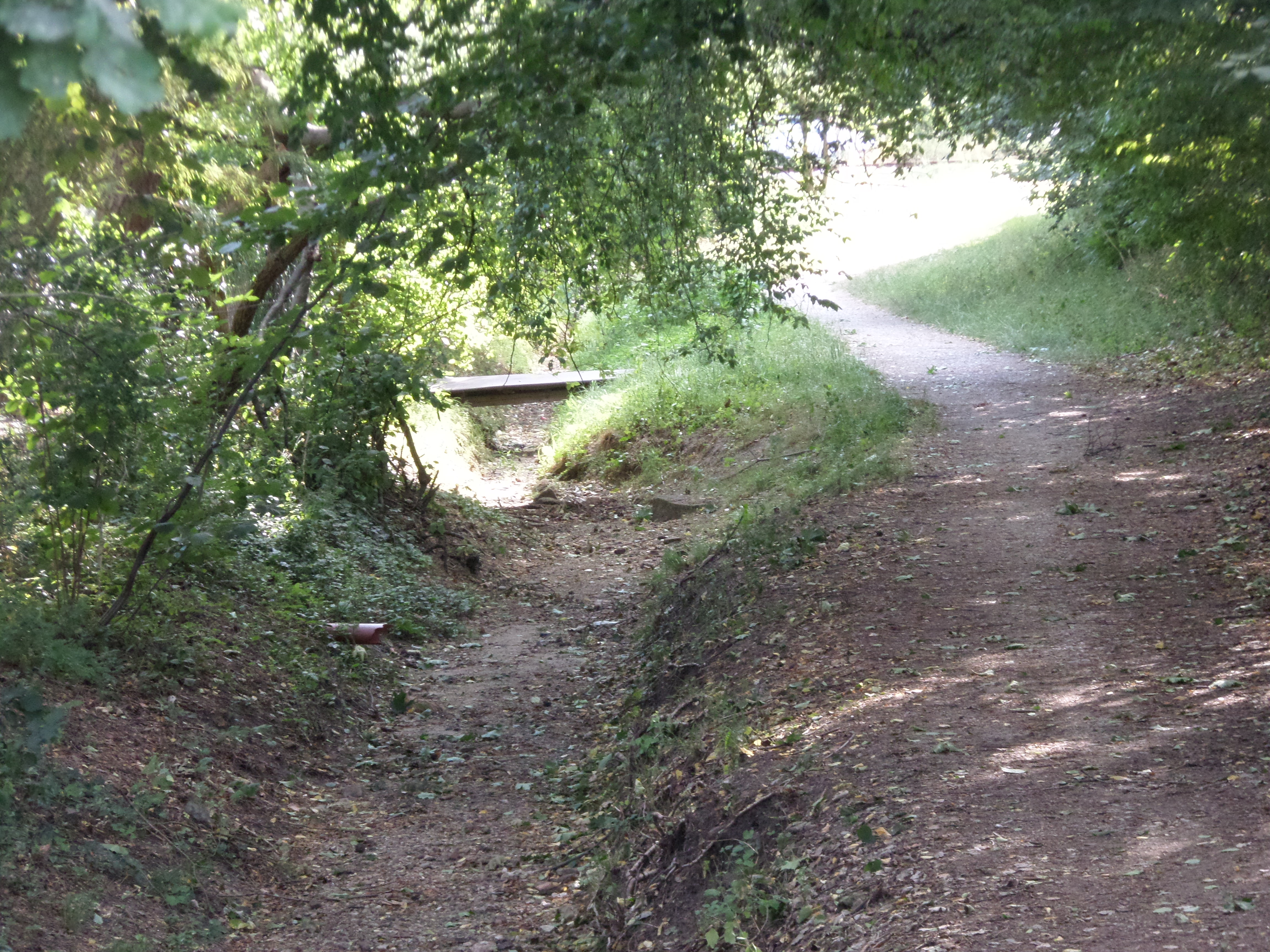
Hirschsprunggraben in Ziegelstein, trockengefallen im Sommer 2015

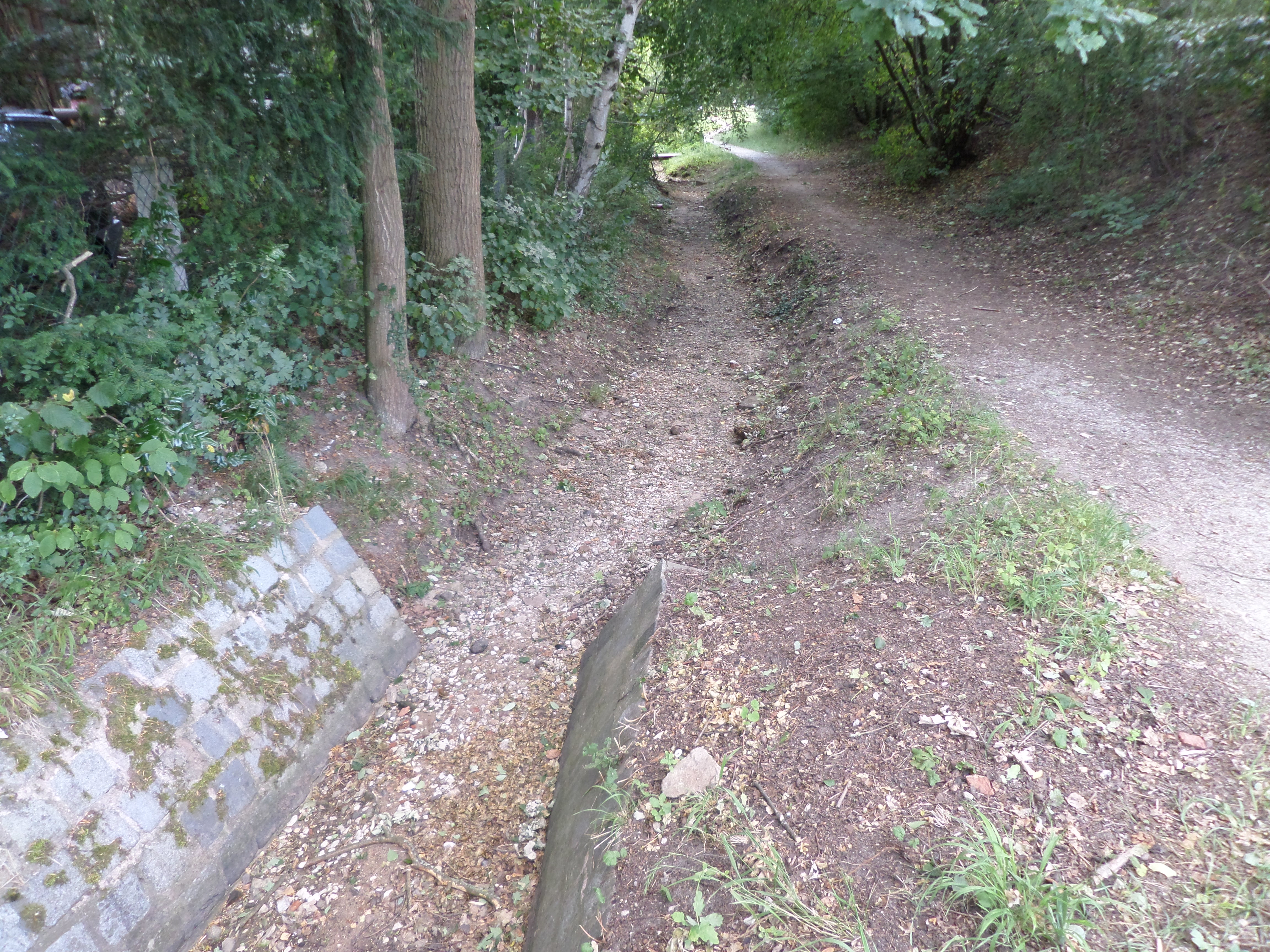
Hirschsprunggraben in Ziegelstein, trockengefallen im Sommer 2015

Der Hirschsprunggraben ist der etwa fünf Kilometer lange Oberlauf des Bucher Landgrabens im Kraftshofer Forst und im Nürnberger Stadtteil Ziegelstein. Er zählt zu den Nürnberger Landgräben und ist ein Fließgewässer 3. Ordnung.

## Geographie

### Flusslauf
Der Hirschsprunggraben entsteht am östlichen Hang des Buchenbühls, der mit 390,8 m ü. NN höchsten Erhebung des Kraftshofer Forstes. Auf dem südlichen Verlauf folgt der Graben der B 2 und nimmt dabei zwei Gräben von links auf. Die Anschlussstelle Nürnberg Nord der A 3 wird verdolt unterquert, mit Aufnahme eines rechts zufließenden Grabens und mit Richtungswechsel nach Südwest. Nach plötzlichem Richtungswechsel nach Südost wird die ursprüngliche Richtung wieder eingenommen. Weiterhin auf Waldgebiet wird das Stadtgebiet von Nürnberg im Stadtteil Ziegelstein erreicht. Ab dort verläuft der Hirschsprunggraben im Landschaftsschutzgebiet Kraftshofer Forst (LSG-00536.14).
150 Meter vor dem Sportgelände des HG Nürnberg teilt sich der Graben. Der rechte Ast verläuft nahezu in westlicher Richtung nördlich des Sportgeländes, nimmt zwei Zuflüsse von rechts und einen von links auf und fließt an der Rathsbergstraße entlang südwärts zum linken Ast. Der linke Hauptast verläuft südwestlich, südlich des Sportgeländes durch das Waldgebiet Vogelherd, trifft auf Höhe des Sportplatzes der DJK-BFC Nürnberg auf bebautes Gebiet und unterquert die Gräfenbergbahn. Direkt anschließend wird das Gebiet Am Anger durchflossen, ein grasbewachsenes Land und Dorfplatz in Gemeinbesitz (Dorfallmende). Kurz vor der Unterquerung der Ziegelsteinstraße verschwindet der Graben im Untergrund, nimmt dort den rechten Ast auf, verläuft in etwa entlang der Andernacher Straße, bereits im Stadtteil Mooshof, und kommt erst wieder westlich der Bebauung an die Oberfläche. Ab dort nennt sich der Hirschsprunggraben Bucher Landgraben.

### Einzugsgebiet
Es umfasst etwa 5 km² und ist zum allergrößten Teil bewaldet. Die Wasserscheide im Norden verläuft vom Gipfel des Buchenbühls (390,8 m ü. NHN) bis nahezu an den Gipfel des Haidbergs auf 398 m ü. NHN, das Gebiet dahinter wird nordwärts in die Gründlach entwässert. Hinter der östlichen Wasserscheide liegt das Einzugsgebiet der Pegnitz, entwässert durch Tiefgraben und Langwassergraben.
Die zwei höchsten Erhebungen sind der Buchenbühl und der Haidberg.

### Zuflüsse
- Zwei Gräben links und einer rechts im Kraftshofer Forst
- Zwei Gräben rechts und einer links im Waldgebiet Ziegellache